# Kees Bakker (zwemmer)
Kees Bakker (23 februari 1945) is een Nederlands zwemmer.
Bakker maakte in 1963 en 1964 deel uit van de Nederlandse zwemploeg. Op 14 september 1963 zwom hij samen met Dick Langerhorst, Vinus van Baalen en Johan Bontekoe in Blackpool in een tijd van 8.33,6 een nieuw Nederlands record op de 4 x 200m (lange baan).
- Gemeinsame Normdatei: 173445764
- Nederlandse Thesaurus van Auteursnamen: 073190047
- Virtual International Authority File: 218627917